# Small Town Throwdown
«Small Town Throwdown» — песня американского кантри-рок певца Брэнтли Гилберта, вышедшая 19 мая 2014 года в качестве второго сингла с его третьего студийного альбома Just as I Am (2014). Записана при участии кантри-певцов Джастина Мура и Томаса Ретта. Авторами песни выступили Брэнтли Гилберт, Ben Hayslip, Rhett Akins (отец Томаса Ретта), Dallas Davidson.

## История
«Small Town Throwdown» достиг позиции № 8 в американском хит-параде кантри-музыки Billboard Country Airplay, позиции № 13 в Hot Country Songs и № 67 в мультиформатном объединённом чарте Billboard Hot 100.
Сингл достиг золотого статуса и был сертифицирован RIAA. Тираж при дебюте составил 135 тыс. копий, а затем достиг 417 000 копий в США к октябрю 2014 года.

## Музыкальное видео
Режиссёром выступил Shane Drake, а премьера состоялась в августе 2014 года.

## Чарты

### Еженедельные чарты
| Чарт (2014)                         | Высшая позиция |
| ----------------------------------- | -------------- |
| Канада (Billboard Canadian Hot 100) | 97             |
| Канада (Billboard Country)          | 24             |
| США (Billboard Hot 100)             | 67             |
| США (Billboard Country Airplay)     | 8              |
| США (Billboard Hot Country Songs)   | 13             |

### Итоговые годовые чарты
| Чарт (2014)                      | Позиция |
| -------------------------------- | ------- |
| US Country Airplay (Billboard)   | 16      |
| US Hot Country Songs (Billboard) | 36      |

## Сертификации
| Регион | Сертификация | Продажи |
| --- | ------------ | ------- |
| США (RIAA) | Золотой      | 500 000 |
| * Данные о продажах приведены только на основе сертификации. ^ Данные о тиражах приведены только на основе сертификации. |              |         |